# Giacomo Scalet
Giacomo Scalet (Transacqua, 27 dicembre 1909 – Feltre, 2 maggio 1990) è stato un fondista italiano.

## Biografia
Nato nel 1909 a Transacqua, in Trentino, a 26 anni partecipò ai Giochi olimpici di Garmisch-Partenkirchen 1936, chiudendo 22º nella 50 km con il tempo di 4h01'54".
Ai campionati italiani vinse 1 oro nel 1938 e un argento nel 1936 nella 50 km e un bronzo nel 1932 nella 18 km.